# オダトモヒト
オダ トモヒト（1991年3月10日 - ）は、日本の男性漫画家。愛知県蒲郡市出身。東京工芸大学芸術学部マンガ学科卒業。血液型はO型。妻は漫画家の古鉢るか。
大学在学中の2012年に小学館新人コミック大賞の大賞を受賞し、以来、主に『週刊少年サンデー』（小学館）で作品を発表している。デビュー当初は小田智仁という名義で活動していたが、後に現在のペンネームに変更している。

## 来歴
中学生のころ、兄に借りた漫画を読んで漫画家という職業を意識するようになり、また以前から絵が上手いと褒められていたこともあって、漫画家を志すようになる。
大学進学後、読み切り作品「ワールドワーストワン」を携えて、週刊少年ジャンプ編集部に持ち込みを行うも、作品を酷評されたり、ネームを何本か持って行った際に「多分意味ないと思うけど見るわ」「これ面白かったから32ページにして描いてきて」と言われるなど、ぞんざいな扱いを受けてしまう。その後、ジャンプスクエアの編集者からいい評価をもらい、週刊少年サンデー編集部を訪れた際に、編集者から作品を激賞され、作品原稿を小学館新人コミック大賞へ回される。そして2012年、「ワールドワーストワン」で同賞の少年部門の大賞を受賞する。翌2013年、大学を卒業する。
2014年、『週刊少年サンデー』で『デジコン』の連載を開始し、週刊連載デビューを果たす。
2015年、『週刊少年サンデー』15号をもって『デジコン』の連載が終了。その後、同誌42号で読み切り漫画「古見さんはコミュ症です。」を発表し、この作品からペンネームをオダトモヒトに変更する。この読み切りが好評だったため、2016年より『古見さんは、コミュ症です。』として連載を開始する。2022年、同作が第67回小学館漫画賞少年向け部門を受賞する。

## 作風
オダは、デビュー当初はバトル漫画を描いていたが、その後、キャラクターの日常を描く漫画へと作風を変化させている。
小学館新人コミック大賞の大賞受賞作「ワールドワーストワン」はバトル漫画であるが、同作についての評価は賛否が分かれている。オダによると、週刊少年ジャンプ編集部に持ち込んだときは、編集者から「つまらない」と酷評されたという。一方、小学館新人コミック大賞で審査委員を務めた青山剛昌は、話のノリのよさを高く評価している。オダ自身は『デジコン』の連載を通じてバトル漫画は自分に合わないと感じたといい、その理由として、戦闘シーンを描く際に絵の構図が思いつかなかったことを挙げている。
漫画家の西森博之は、「ワールドワーストワン」について、女の子が魅力的と評価している。オダによると高校時代は女性キャラクターの顔を好んで描いていたといい、『古見さんは、コミュ症です。』でも主人公の古見硝子の顔のアップを多く入れている。

## 作品リスト

### 連載
- デジコン（『週刊少年サンデー』2014年40号 - 2015年15号） - 連載デビュー作。小田智仁名義。
- 古見さんは、コミュ症です。（『週刊少年サンデー』2016年25号[9] - 2025年9号[13]）

### 読み切り
- ワールドワーストワン（第70回小学館新人コミック大賞 少年部門大賞） - 小田智仁名義。
- 宇宙コンビニ業務日誌（『週刊少年サンデー』2012年44号[14]） - 小田智仁名義。
- 古見さんはコミュ症です。（『週刊少年サンデー』2015年42号[8]） - 「古見さんは、コミュ症です。」の読切版。週刊少年サンデーS2022年2月号に特別掲載された。

### 書籍
- 『デジコン』、小学館〈少年サンデーコミックス〉2014年 - 2015年、全3巻、小田智仁名義
- 『古見さんは、コミュ症です。』、小学館〈少年サンデーコミックス〉2016年 - 2025年、全37巻